# 赵会元
赵会元（1921年11月—2009年12月13日），河北磁县人，中国共产党党员。赵会元于1938年3月参加八路军，1940年调入冀南银行工作，曾担任中国农业银行河南省分行副行长、中国人民银行河南省分行副行长、中国人民银行青海省分行副行长等职。

## 生平
1921年11月，赵会元出生于河北省磁县。1938年3月参加中国共产党领导的革命活动，同年11月加入中国共产党。历任河北磁县抗日游击队三大队供给处军实员，八路军一二九师随营学校学员，三八五旅二团青年干事，华北财经学校学员。1940年，赵会元调入冀南银行工作，历任总行发行处营业部科员、林安县支行经理。
赵会元曾在汲淇县银行工商局任主任局长， 曾任中州农民银行襄县支行经理，豫西五支行金融科长，中国人民银行河南省分行副科长、科长、办公室副主任，中国农业银行河南省分行办公室主任、副行长，中国人民银行河南省分行副行长，中国人民银行青海省分行副行长、行长、核心小组组长，中国人民银行河南省分行正厅级副行长兼中国农业银行河南省分行行长。
1983年11月，赵会元离职休养，2009年9月经中国共产党中央组织部批准享受副部长级医疗待遇。
2009年12月13日17时35分，赵会元因病医治无效在河南省郑州市逝世，享年89岁。

## 著作
赵会元曾主持编纂《中国钱币大辞典》一书。